# Näsfjärden
Näsfjärden är en sjö i Söderhamns kommun i Hälsingland och ingår i Skärjåns huvudavrinningsområde. Sjön är 6 meter djup, har en yta på 2,85 kvadratkilometer och befinner sig 59 meter över havet. Sjön avvattnas av vattendraget Skärjån (Tönsån).

## Delavrinningsområde
Näsfjärden ingår i det delavrinningsområde (677443-155621) som SMHI kallar för Utloppet av Näsfjärden. Medelhöjden är 66 meter över havet och ytan är 10,22 kvadratkilometer. Räknas de 47 avrinningsområdena uppströms in blir den ackumulerade arean 212,27 kvadratkilometer. Avrinningsområdets utflöde Skärjån (Tönsån) mynnar i havet. Avrinningsområdet består mestadels av skog (60 procent). Avrinningsområdet har 3,43 kvadratkilometer vattenytor vilket ger det en sjöprocent på 33,6 procent.